# Szaadábádi szerződés

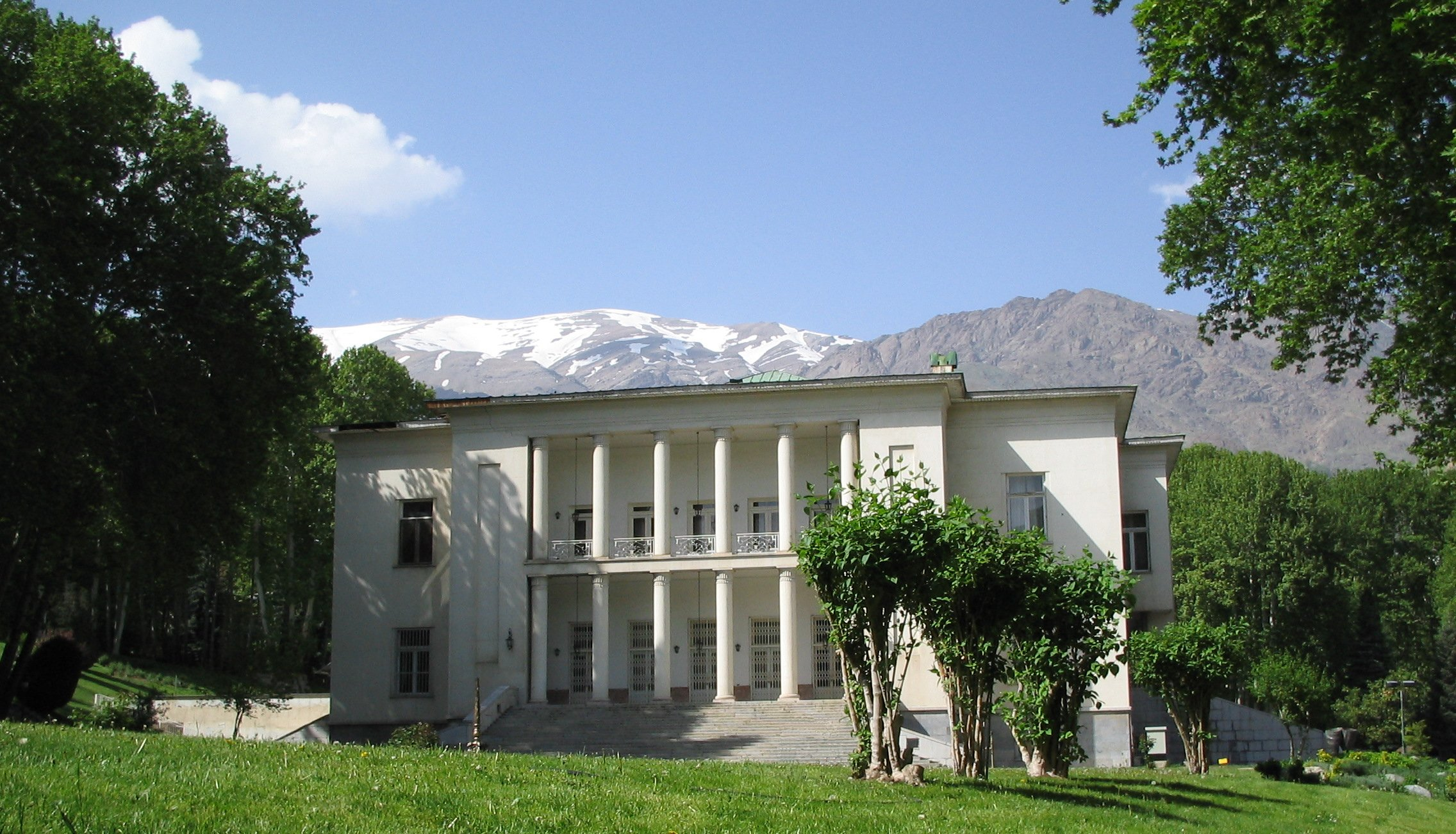
A jelenleg múzeumként szolgáló Szaadábád-komplexum egyik épülete, a Fehér Palota, háttérben a Tucsál havas csúcsa

A szaadábádi szerződés vagy szaadábádi paktum egy öt évre szóló megnemtámadási egyezmény volt négy közel-keleti és dél-ázsiai ország, Afganisztán, Irak, Irán és Törökország között, amit a teheráni Szaadábád-palotában kötöttek 1937-ben.

## Előzmények
A szerződés megkötésének idején mind Törökországban, mind Iránban ambiciózus reformprogram zajlott, amihez Mustafa Kemal Atatürk török elnök (hivatalban 1923-1938 között) és az őt példaképének tekintő Reza Pahlavi sah (uralkodott 1925–1941 között) egyaránt igyekezett megteremteni a békés külpolitikai környezetet. A megegyezés egyik elsődleges motívumát a kurdkérdés jelentette: 1936 óta nagy arányú kurd felkelés zajlott Kelet-Anatóliában, ami a szintén jelentős kurd lakossággal rendelkező Irán és Irak területére is átgyűrűzhetett (ez utóbbi országban 1932-ben szintén kurd felkelést kellett vérbe fojtani). Megoldásra várt Irak és Irán régi keletű határvitája is, ami az 1930-as években is kiújult, és 1934-35 folyamán hiába próbáltak a Népszövetségben és külön tárgyalásokon dűlőre jutni.
Irakban 1936 októberében a brit protektorátust ellenző Bakr Szidki tábornok szerezte meg államcsínnyel a miniszterelnöki kinevezést a hasonló nézeteket valló Gázi királytól (uralkodott 1933–1939 között). Szidkit a szerződés megkötése után alig több, mint egy hónappal meggyilkolták, és újra britbarát politikusok kerültek kormányra, de a paktum érvényben maradt.
Afgán részről az ifjú Mohammad Záhir sah (uralkodott 1933–1973 között) nagybátyjai, Mohammad Hásim kán miniszterelnök (hivatalban 1929–1946 között), Sáh Vali kán marsall, illetve a később szintén miniszterelnöki széket kapó Sáh Mahmud kán által szorgalmazott nyitott, passzív semlegességi politikai vonulathoz illeszkedett a muszlim hatalmak közti közeledés.

## A szerződés tartalma
A paktum megkötését Reza sah kezdeményezte, és külügyminiszterek általi aláírására a sah rezidenciájául szolgáló Szaadábád-palotakomplexumban (perzsául کاخ‌های سعدآباد) került sor 1937. július 8-án. A francia nyelvű dokumentumban a felek kijelentették, hogy nem avatkoznak egymás belügyeibe, tiszteletben tartják egymás határait és – az általuk is elfogadott 1928-as Kellogg–Briand-paktumot megerősítve – tartózkodnak mindennemű erőszak alkalmazásától egymás ellen (leszámítva egy esetleges népszövetségi utasítást). Kötelezettséget vállalnak arra nézve, hogy fellépnek az olyan, területükön működő szervezetek ellen, amelyek valamely másik szerződő fél rovására igyekeznek elkövetni valamit. Vitás kérdéseiket békés úton rendezik, aminek fóruma az egyes országok külügyminisztereiből felállítandó, évente legalább egyszer ülésező tanács. Amennyiben az egyik fél megsértené a szerződésben foglaltakat, úgy a sértett fél a Népszövetséghez fordulhat, és mindent megtehet a jogos önvédelem érdekében. A szerződés öt évre szól, és amennyiben egyik fél sem jelenti be elállási szándékát, úgy automatikusan meghosszabbodik újabb öt évre. A paktum akkor lép érvénybe, amikor az egyes országok törvényhozása ratifikálja.

## Lásd még
- Bagdadi paktum – Törökország, Irak, Irán, Pakisztán és Nagy-Britannia szerződése 1955-ben, a CENTO előzménye